# Parastyrax macrophyllus
Parastyrax macrophyllus är en storaxväxtart som beskrevs av Cheng Yih Wu och K.M. Feng. Parastyrax macrophyllus ingår i släktet Parastyrax och familjen storaxväxter. Inga underarter finns listade i Catalogue of Life.